# Epiplema aurata
Epiplema aurata är en fjärilsart som beskrevs av Arnold Pagenstecher 1888. Epiplema aurata ingår i släktet Epiplema och familjen Uraniidae. Inga underarter finns listade i Catalogue of Life.